# Sordevolo
Sordevolo – miejscowość i gmina we Włoszech, w regionie Piemont, w prowincji Biella.
Według danych na styczeń 2009 gminę zamieszkiwało 1316 osób przy gęstości zaludnienia 95,5 os./1 km².